# Metagonia hondura
Metagonia hondura är en spindelart som beskrevs av Huber 1997. Metagonia hondura ingår i släktet Metagonia och familjen dallerspindlar.
Artens utbredningsområde är Costa Rica. Inga underarter finns listade i Catalogue of Life.